# Římskokatolická farnost Proseč u Skutče
Římskokatolická farnost Proseč je územním společenstvím římských katolíků v rámci chrudimského vikariátu královéhradecké diecéze.

## O farnosti

### Historie
Proseč byla od 12. století v majetku benediktinů z Podlažic. Farnost zanikla za husitských válek. Duchovní správa (ne však ještě farnost) byla obnovena v pobělohorské době, nějaký čas však neměla vlastního kněze a byla spravována z Luže. Farnost v místě byla obnovena až v roce 1754. V roce 1907 byl zřízen nový farní hřbitov. V roce 1929 a poté 1940 proběhly ve farnosti lidové misie, vedené redemptoristy.

#### Přehled duchovních správců
- 1754–1777 R.D. Josef Schauffler
- 1777–1804 R.D. Josef Havel Baumstigl
- 1804–1835 R.D. Antonin Petr Raym
- 1835–1845 R.D. František Veselý
- 1845–1864 R.D. František Kouba
- 1864–1870 R.D. Josef Pochyba
- 1870–1877 R.D. Josef Krejčí
- 1877–1897 R.D. Alois Kopecký
- 1897–1916 R.D. František Martínek
- 1916–1926 R.D. Karel Kerhart
- 1926–1927 R.D. František Myslivec
- 1927–1934 R.D. Josef Kašpar
- 1934–1935 R.D. Josef Jakubec
- 1935–1944 R.D. Alois Jeřábek
- 1944–1945 R.D. Josef Košnar
- 1945–1956 R.D. Petr Ducháček
- 1956–1996 R.D. Josef Čechal
  - 1990–2008 Vladimír Krejčí (trvalý jáhen)
- 1996–2000 R.D. Bc.Th. Josef Matras
- 2001–2007 R.D. Josef Mazura
- 2008–2016 R.D. Mgr. Zdeněk Mach
- od r. 2016 R.D. Mgr. Vladimír Novák

### Současnost
Farnost má sídelního duchovního správce, který je zároveň administrátorem ex currendo ve farnosti Nové Hrady u Skutče.
| Kostel                            | Místo   | Bohoslužba                                 | Bohoslužba | Poznámka        |
| --------------------------------- | ------- | ------------------------------------------ | --- | --------------- |
| Kaple                             | Paseky  | neslouží se pravidelně                     | neslouží se pravidelně                                                                                           | obecní kaple    |
| Kostel Narození sv. Jana Křtitele | Perálec | neděle                                     | 11.00 | filiální kostel |
| Kostel sv. Mikuláše               | Proseč  | neděle pondělí středa čtvrtek pátek sobota | 8.00 7.45 (jen ve školním roce) 17.30 v zimě, 18.30 v létě 7.45 (jen ve školním roce) 17.30 v zimě, 18.30 v létě | farní kostel    |
| Kaple                             | Zderaz  | neslouží se pravidelně                     | neslouží se pravidelně                                                                                           | obecní kaple    |